# Fool for Love
Fool for Love (Alternativtitel im Fernsehen: Liebestoll – Fool for Love; Fool for Love – Verrückt vor Liebe) ist ein US-amerikanisches Filmdrama aus dem Jahr 1985. Regie führte Robert Altman, das Drehbuch schrieb Sam Shepard anhand des eigenen Theaterstücks und wurde von Cannon Films produziert.

## Handlung
May wohnt in einem Motel im Südwesten der USA. Sie erwartet ihren Lebensgefährten Martin, doch plötzlich kommt unerwartet ihr ehemaliger Partner Eddie an. Von diesem hatte sie sich getrennt, als er eine Beziehung mit einer Frau begann, die im Film ausschließlich „die Gräfin“ genannt wird. Eddie will, dass May zu ihm zurückkehrt. Sie wehrt jedoch all seine Versuche energisch ab, weshalb es zu Streit und Gewaltausbrüchen kommt.
Währenddessen ist immer ein meist wortloser alter Mann in ihrer Nähe, der auf dem Gelände in einem Wohnwagen zu wohnen scheint, und von dem sich später herausstellt, dass er Mays Vater ist.
Schließlich trifft Martin ein, und mit ihm und teils auch dem alten Mann zusammen verbringen May und Eddie den Abend mit Gesprächen. Der Zuschauer erfährt in den mit Rückblenden ergänzten Erzählungen, dass der alte Mann Mays und Eddies gemeinsamer Vater ist, der über viele Jahre ein Doppelleben in zwei Familien geführt hatte. Die Halbgeschwister hatten sich kennengelernt, ohne zu wissen, dass sie verwandt sind und ihre Beziehung Inzest ist.
Plötzlich kehrt „die Gräfin“ zurück, die vorher schon einmal wild schießend aufgetaucht war. Diesmal schießt sie unter anderem Eddies Wagen in Brand, woraufhin noch mehr auf dem Gelände in Brand gerät. Der Film endet damit, dass May das brennende Gelände verlässt.

## Kritiken
Roger Ebert schrieb in der Chicago Sun-Times vom 18. Dezember 1985: „Der Film zeigt zwei Menschen, deren Verletzungen so tief sind, dass sie kaum über ihre wahren Gefühle reden können. Shepard gibt eine starke Darstellung, jedoch dominiert das Spiel von Kim Basinger den Film.“ Ebert schrieb, nichts habe ihn auf die Dimensionen vorbereitet, die Basinger in dieser Rolle fand. Ein Teil des Verdienstes gebühre dem Regisseur, der eine „brillante“ Arbeit gemacht habe. Altman habe bereits in seinen früheren Filmen unerfüllte Frauen gezeigt, denen die Verschwendung des Lebens bewusst würde.
Das Lexikon des internationalen Films schrieb, die „kluge und souveräne Inszenierung des dünnen Theaterstücks von Sam Shepard“ zeige „gestrandete Menschen, die Spielball des Geschehens sind und nicht zu sich selbst vorstoßen können“. Die Beziehungen der Charaktere würden „an die Dramen von Tennessee Williams“ erinnern, „dessen Figuren ebenfalls die Welt als Schrottplatz der Gefühle erleben“.

## Auszeichnungen
Der Film nahm im Jahr 1986 an den Internationalen Filmfestspielen von Cannes als Wettbewerbsbeitrag teil, wodurch Robert Altman für die Goldene Palme nominiert wurde. Er gewann 1986 den Golden Dolphin des Tróia International Film Festivals.

## Hintergründe
Der Film wurde in El Dorado im Santa Fe County in New Mexico sowie in Las Vegas gedreht. Er kam in die US-amerikanischen Kinos im Dezember 1985 und spielte dort ca. 468.000 US-Dollar ein.